# Гостиница Ангел
Гостиница Ангел (англ. The Angel Hotel) — здание на Чёрч-стрит (Church Street) в Монмуте, Монмутшир, на юго-востоке Уэльса. Внесено в список культурного наследия Великобритании уровня II. Здание использовалось как гостиница с 1700 года; отель был закрыт в 1985 году, и является самым длительно непрерывно работавшим пабом Монмута. В здании два этажа, крыша покрыта шифером, вход оформлен в дорическом стиле. В конце XIX века отель был в штаб-квартирой монмутского отделения клуба велосипедистов Cyclists' Touring Club. В настоящее время в здании расположен мебельный магазин.
Гостиница включена в список зданий Культурной тропы Монмута.

## История
Изначально в здании, в районе 1240 года, был расположен магазин Роберта ле Ффрере (Robert le Ffrere), арендованный им за фунт тмина в год. Около 40 лет спустя дом был приобрётен Эдмундом Ланкастером (братом Эдуарда I), который выплачивал из прибыли полмарки в год на круглосуточную поддержку огня в лампаде перед алтарём Святого Креста в приходской церкви. Говорили, что спустя 200 лет лампа всё ещё горела, но 1613 году магазин был превращён в варочный цех Монастырской церкви святой Марии. К 1700 году здание стало гостиницей с соответствующим названием, «Ангел». Это название она носила до 1965 года, после чего вновь стала магазином.
В 1720 году, когда хозяином отеля был Джон Рум, одна из его клиенток украла две оловянные тарелки и льняные салфетки. Её поймали и провезли в тележке по всему городу.
В 1804 году Чарльз Хит был явно впечатлён гостиницей, так как написал: «Гостиницу Ангел, которую держит миссис Пью, давно является весьма респектабельным домом, часто посещаемым путешественниками торгового царства, чей бизнес связывает их с торговой частью района, — и справедливо будет добавить, что её внимание к гостям уже давно обеспечило ей высокое место и их хорошее мнение».
Гостиница была практически уничтожена в 1857 году, когда недовольный жокей, избитый на монмутских скачках, пытался поджечь победившую лошадь, стоявшую в конюшне. Он был пойман с поличным и осуждён.
У гостиницы было несколько дружественных сообществ; в частности, в 1794 году здесь встречалось общество торговцев Society of Tradesmen and Others. Позже сюда переехало The Black Swan Friendly Society, а в 1850 году тут встречались The Sons of Equity.
В 1884 году хозяйка, госпожа Крипер (Creeper), рекламировала тот факт, что к дверям отеля подходит омнибус, встречающий каждый поезд. Из отеля забирали пассажиров автобусы из отелей Кингсхед и Бьюфорт Армс. Во времена, когда путешествия на велосипедах были популярным времяпровождением в долине Уай, в отеле размещалась штаб-квартира монмутского отделения клуба велосипедистов. Вместе с Бьюфорт Армс и Кингсхед отель вошёл в группу Forte Group в середине XX века и был закрыт в 1965 году. На 2012 год в нём расположен мебельный магазин.